# So pazz' e te
So pazz' e te è un singolo del cantante italiano Sal Da Vinci, che vede la collaborazione del rapper italiano Vale Lambo, pubblicato il 7 luglio 2020.

## Video musicale
Il videoclip, girato a Matera da Giuseppe Albano, è stato pubblicato il 7 luglio sul canale YouTube di Sal Da Vinci.

## Tracce
1. So pazz' e te – 3:09